# De Mysteriis Dom Sathanas
De Mysteriis Dom Sathanas è il primo album in studio del gruppo musicale norvegese Mayhem, pubblicato il 24 maggio 1994 dalla Deathlike Silence Productions.
L'album, che fa seguito all'EP Deathcrush del 1987, ed uscito dopo la morte del chitarrista Euronymous, è generalmente considerato una pietra miliare della seconda ondata black metal. In contrasto con la prima ondata propagandata da varie band thrash metal a partire dal 1981, come per esempio i Venom, che adoperavano tematiche inerenti al Satanismo solo per scioccare il pubblico, i Mayhem presentarono uno stile piuttosto inquietante e malevolo che, seppur effettivamente appoggiato sui vecchi modelli, portava sulla scena metal una certa originalità e credibilità. Alimentato dalla morte di due membri della band e dagli scandali che circondarono l'incendio doloso di chiese in Norvegia, il black metal scandinavo divenne, insieme al death metal, il genere dominante nell'heavy metal degli anni '90. Ironia della sorte, la morte di Euronymous aumentò non solo la popolarità dei Mayhem, ma anche quella di Varg Vikernes, il suo assassino. 
De Mysteriis Dom Sathanas è stato inserito in 2ª posizione nella lista dei "Migliori album Black Metal secondo Decibel".

## Il disco
Registrato in studio fra il 1992 e il 1993 e pubblicato nel 1994 dalla Deathlike Silence Productions, è considerato da molti l'album-manifesto del black metal. L'opera, icona della prima era del black metal norvegese, è da considerarsi unica nel suo genere: oltre ad essere la summa di tutte le caratteristiche fondamentali del black metal, possiede un'aura propria, malvagia e occulta, dovuta anche ai terribili avvenimenti di cronaca nera che la circondano. I testi trattano di nichilismo, misantropia, satanismo, morte e occultismo e furono scritti da Dead (morto suicida nel 1991). Da un punto di vista musicale l'album è un continuo susseguirsi di riff violenti, cantato gutturale e ritmiche ossessive di batteria, caratteristiche chiave del movimento black. La produzione è volutamente lo-fi, e quasi tutti i pezzi terminano bruscamente in maniera tronca senza alcuna concessione all'ascoltatore. Inizialmente, le parti di basso vennero registrate da Count Grishnackh (pseudonimo di Varg Vikernes) ma, dopo che questi uccise il leader Euronymous, i genitori del fondatore dei Mayhem imposero al gruppo di cancellare il lavoro di Count Grishnackh, e si dice che il basso venne registrato nuovamente da Hellhammer. Tuttavia, a detta del bassista, le tracce non furono tolte; Hellhammer si limitò ad eliminare il nome di Count Grishnackh tra i crediti. La copertina dell'album è una foto monocroma della Cattedrale di Nidaros a Trondheim, una delle chiese più importanti della Norvegia. In alcune stampe dell'album è incluso un opuscolo con una dedica a Øystein "Euronymous" Aarseth. 

### Origine

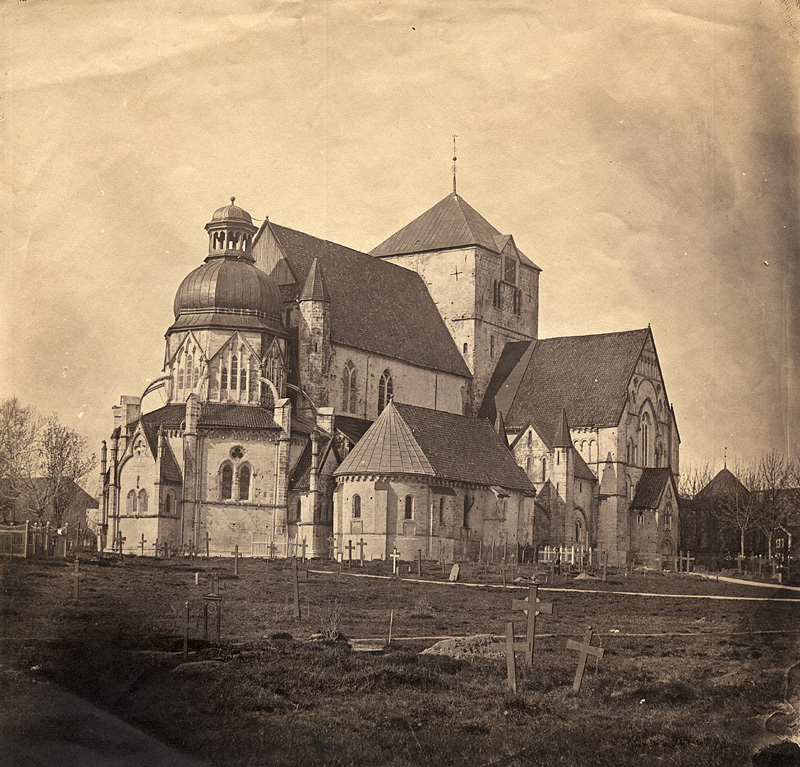
La Cattedrale di Nidaros a Trondheim (qui in una foto del 1857) fornì il modello per la copertina del disco.

I Mayhem iniziarono a lavorare al disco già nel 1988, quando la formazione era composta da Dead (Per Yngve Ohlin), Euronymous (Øystein Aarseth), Necrobutcher (Jørn Stubberud), e Hellhammer (Jan Axel Blomberg). Parlando di quello che sarebbe stato il vero album di debutto della band, nel 1989 Ohlin disse in un'intervista che le sessioni di registrazione erano già state fissate per il marzo dell'anno successivo. Tra i pezzi già scritti c'erano la title track, Carnage (poi esclusa dalla versione finale del disco), Buried by Time and Dust e Funeral Fog. Sempre Dead annunciò nell'intervista che l'album sarebbe stato costituito da otto pezzi.
Nel 1991, le sessioni per il disco giunsero a un punto morto, a causa del suicidio di Yngve "Dead" Ohlin. Nel 1993 fu pubblicato l'album dal vivo Live in Leipzig in omaggio al defunto cantante. Inizialmente, la ricerca di un sostituto si rivelò alquanto difficile, anche a causa delle molte attività extra-musicali dei membri del gruppo.
Dall'inizio del 1993, l'interesse dei mass media per il black metal proveniente dalla Norvegia era aumentato in maniera esponenziale a causa dei vari roghi di chiese e delle voci sugli inquietanti crimini del "Black Metal Inner Circle", del quale presumibilmente erano membri gli autori degli incendi dolosi. Tra i noti musicisti della scena a quel tempo, che erano coinvolti negli atti vandalici anti-cristiani, c'erano non solo i Mayhem ma anche i membri della band Emperor, oltre a Varg Vikernes, il fautore del progetto Burzum. Øystein Aarseth e Varg Vikernes furono descritti come i capi dell'Inner Circle. A causa del clamore suscitato dalle indagini della polizia e dall'attenzione dei media, il bassista Necrobutcher uscì dai Mayhem. La perdita di un altro (dopo Dead) membro della band ritardò ulteriormente la registrazione dell'album, posticipandola fino alla fine del 1992. Con la nuova line-up costituita da Aarseth (chitarra), Vikernes (basso) e Blomberg (batteria), la band riuscì finalmente a registrare l'album. Si dice che alcuni riff di chitarra siano stati incisi anche da Blackthorn (Snorre Ruch) dei Thorns, che all'epoca era un collaboratore dei Mayhem. Tuttavia, nonostante questa radicata credenza, Blackthorn non ha mai registrato sull'album. Lo conferma egli stesso in un'esclusiva intervista del 2017 pubblicata nel booklet della versione CD di Live in Jessheim, dicendo anche che non ha partecipato neanche alla composizione, si è solo limitato a dare il permesso a Euronymous di usare un suo riff del demo dei Thorns Grymyrk per il pezzo From the Dark Past, specificando inoltre che questo è avvenuto molto prima che si parlasse di un suo ingresso nella band. Le parti strumentali sono state registrate nel giugno 1992, mentre lui afferma di aver provato le prime volte con la band durante il soggiorno di Attila, nel maggio 1993. Infine afferma che il suo vero apporto è stato aiutare Euronymous ad adattare alla musica tre testi lasciati da Dead che erano stati scritti senza avere composizioni pronte: Cursed in Eternity, From the Dark Past e De Mysteriis Dom. Sathanas, e a preparare l'immagine di copertina.
L'idea di assumere Occultus (Stian Johannsen) come voce solista per cantare i brani di De Mysteriis Dom Sathanas, decisione presa subito dopo il suicidio di Dead, si rivelò ben presto non più fattibile. Dopo una breve permanenza nel gruppo, egli decise di andarsene (sostenne infatti di aver ricevuto minacce di morte dallo stesso Euronymous). Fu solo nell'estate del 1993 che Attila Csihar della band ungherese Tormentor divenne il nuovo cantante dei Mayhem. Egli venne appositamente in Norvegia dall'Ungheria per un mese a lavorare all'album. La scelta di Csihar come cantante doveva essere un tributo al defunto cantante Dead:
(Hellhammer)
La cattedrale di Nidaros a Trondheim fornì il modello per la copertina dell'album.
Dopo il completamento dell'album, il chitarrista Øystein Aarseth fu assassinato dal bassista Varg Vikernes nelle prime ore del mattino del 10 agosto 1993. Il complice, secondo l'accusa, era l'allora chitarrista dei Mayhem, Snorre Ruch, che accompagnò Vikernes in auto da Bergen a Oslo fino all'appartamento di Aarseth. Il motivo dell'atto non è mai stato chiarito, perché l'assassino diede varie versioni del reale motivo dell'omicidio. Vikernes è stato condannato alla pena massima applicabile in Norvegia, 21 anni di carcere, mentre Ruch ha avuto otto anni per favoreggiamento nell'assassinio.
La madre di Euronymous chiese a Hellhammer, il batterista dei Mayhem, di rimuovere le linee di basso che erano state registrate da Vikernes. Il batterista disse che avrebbe registrato personalmente le tracce di basso ma, a quanto dichiarato da Vikernes, non fu così: le sue parti strumentali non subirono alcuna modifica, ma fu solo rimosso il suo nome tra i crediti del disco.
Alla morte di Aarseth, Necrobutcher osservò:
(Necrobutcher)

### Stile musicale
Contrariamente all'EP Deathcrush pubblicato nel 1987, le canzoni di De Mysteriis Dom Sathanas sono più lunghe e hanno diversi passaggi strumentali da solista. Il defunto cantante Dead spiegò il cambiamento nel 1989 con le seguenti parole:
(Dead, alla fanzine Decibel Storm, 1989.)
L'album contiene brani in stile black metal, per lo più veloci e caratterizzati da ritmiche martellanti, che vengono occasionalmente interrotti da passaggi lenti ed opprimenti. La voce di Csihar e il veloce drumming influenzato dal jazz di Blomberg sono stati descritti come "particolarmente speciali". Il mix di urla e sussurri conferisce all'album un'atmosfera finora sconosciuta, spesso definita "viziosa" e "malata". In effetti, Csihar cercò di impostare la sua voce su quella di Dead, ma non riusciva a imitarlo totalmente. Quindi, ricorse a un'intonazione cupa e gracchiante. Varg Vikernes ha affermato in una successiva intervista che Csihar era più preoccupato per la sua integrità artistica e quindi non cantava nello stesso stile di Dead. Agli altri membri della band piacque il nuovo stile vocale, ma soprattutto nei primi anni dopo la pubblicazione dell'album, alcuni fan rimasero confusi dal nuovo stile. Il quotidiano britannico The Guardian ha descritto lo stile vocale presente in De Mysteriis Dom Sathanas come un mix di "canto da operetta", "grida di un posseduto" e "un uomo che vomita".
Anche se è il primo album in studio della band, le canzoni non erano del tutto nuove. Solo Cursed in Eternity, From the Dark Past, Life Eternal e la title track non erano state precedentemente pubblicate in Live in Leipzig. Inoltre, ci sono diversi bootleg di registrazioni dei brani dell'album con Dead alla voce. Il mix originale, fu inviato a Csihar poco prima dell'omicidio di Euronymous.

### Descrizione dei brani
Come sempre nel Black metal, i testi riguardano temi oscuri e occulti. Un riferimento diretto al satanismo, tuttavia, è presente solo nella title track, anche se vengono menzionati vari demoni e figure diaboliche in altre tracce del disco. La paternità delle canzoni è controversa: la recensione su metal1.info accredita i primi quattro titoli a Euronymous e i restanti quattro a Hellhammer, mentre invece secondo Black Metal Bible, le tracce di chitarra sono state scritte tutte da Euronymous, mentre i testi sono di Dead, e Hellhammer si sarebbe occupato delle sole tracce di batteria. Dead aveva già scritto nel 1989 il testo di Funeral Fog, Freezing Moon, Buried by Time and Dust e Pagan Fears. Secondo quanto riferito da Varg Vikernes, Aarseth è l'autore della maggior parte dei riff, e anche lui, Blomberg e Stubberud contribuirono alla scrittura degli stessi. Necrobutcher, d'altra parte, ha detto a Slayer Magazine di aver scritto il 50% delle canzoni. Sosteneva, ad esempio, che Freezing Moon fosse stata scritta da lui e Dead.

#### Funeral Fog
Il brano descrive una scena in un cimitero della Transilvania.  Dead, autore del testo della canzone, disse in un'intervista: «Posso spiegare Funeral Fog, parla di un luogo leggendario nel mezzo dei Carpazi, una palude chiamata "Shurlock Basin" che è circondata da superstizioni e dove si pensa che possano accadere le cose più strane e orribili. Mi sono immaginato una densa nebbia rischiarata dalla luna piena. Questa nebbia sale dal terreno, diffondendosi silenziosamente e dolorosamente per estinguere la vita della popolazione locale e portare le loro anime al Signore Satana».

#### Freezing Moon
Everything here is so dark

I remember it as from a dream»
Qui tutto è così scuro

Me lo ricordo come fosse un sogno»
(Freezing Moon, Mayhem)
Il testo è narrato in prima persona dal punto di vista di una persona senza nome, non più in vita, che è stata uccisa e che ora, come un non-morto, deve nutrirsi di umani. È uno dei brani più noti dei Mayhem, presenza fissa nella scaletta dei concerti fin dal 1990.

#### Cursed in Eternity
Cursed in Eternity sarebbe stata composta dal bassista Necrobutcher.

#### Pagan Fears
La canzone fa riferimento alla continuazione delle tradizioni e degli atteggiamenti pagani. Secondo Dead, si suppone che l'ideale descriva un villaggio e una società barbara che vive isolata dal mondo esterno e che non può morire. Il pezzo è pieno di atmosfera, nonostante "la rigidità senza compromessi" imposta dal genere. La linea di basso, comunque poco udibile nel contesto, è stata suonata da Varg Vikernes al contrario.

#### Life Eternal
Life Eternal, uno dei brani più noti dei Mayhem, descrive l'ora della morte e il desiderio di una persona morente di lasciar andare la sua anima. Questo fu l'ultimo testo scritto da Dead, e fu rinvenuto su un foglietto accanto al cadavere del cantante dopo il suo cruento suicidio.

#### From the Dark Past
Il brano descrive un ritratto in pietra di un volto sconosciuto. Musicalmente si tratta di un pezzo molto aggressivo caratterizzato dalle marcate influenze thrash metal e dal timbro gutturale usato da Attila Csihar.

#### Buried by Time and Dust
È il brano più veloce e di minor durata dell'album.

#### De Mysteriis Dom Sathanas
Psychomantum Et Precr Exito Annos Major

Ferus Netandus Sacerdos Magus

Mortem Animalium»
(De Mysterii Dom Sathanas, Mayhem)
De Mysteriis Dom Sathanas, anche titolo dell'album, è scritta in un latino imperfetto che tradotto in italiano significa: "Riguardo ai misteri del Signore Satana". Il testo stesso del brano è scritto in inglese e latino. Le frasi in latino sono cantate da Csihar con una voce simile a una cantilena, mentre quelle in inglese sono urlate nel consueto stile stridente e gutturale. La canzone include un assolo di batteria da parte di Hellhammer.

### Titolo
Il titolo originale avrebbe dovuto essere De Mysteriis Domini Sathanas, ovvero "Riguardo ai misteri (nel senso di culti misterici) del Signore Satana". Il titolo definitivo è dovuto forse ad un errore di stampa o ad una abbreviazione (Dom., presente nella prima versione della cover). Ad ogni modo anche la dicitura "Sathanas" è scorretta, in quanto in latino si sarebbe dovuto scrivere "Satanas".
Il nome dell'album proviene da un presunto libro satanico (il De Mysteriis Domini Satanas, appunto), che sarebbe stato scritto intorno al 1600. Dead, autore dei testi, affermava di possederne una copia o di stare tentando di entrarne in possesso. All'interno del disco vengono declamati alcuni passi del suddetto libro, nei quali vengono descritte le fasi di un rito satanico. In realtà però tali brani sono scritti in un latino dalla grammatica imprecisa, e quindi probabilmente inventati dallo stesso Dead.

## Pubblicazione

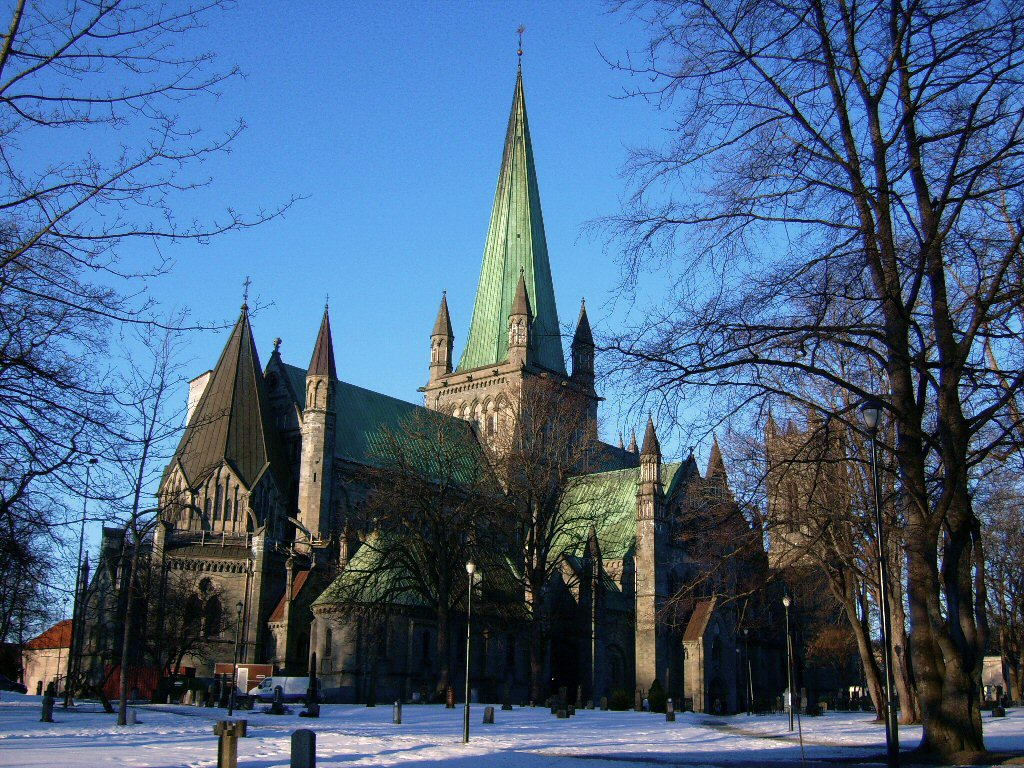
La cattedrale di Nidaros a Trondheim, Norvegia (2006)

De Mysteriis Dom Sathanas venne pubblicato il 24 maggio 1994 dalla Deathlike Silence Productions, etichetta discografica di proprietà di Euronymous, nel frattempo deceduto. Il batterista Hellhammer ricorda che il padre di Euronymous non voleva che l'album uscisse, perché l'assassino e la vittima erano insieme sullo stesso disco. La copertina dell'album mostra una foto della cattedrale di Nidaros a Trondheim, Norvegia. La band aveva scelto l'immagine della cattedrale perché pensava che la chiesa fosse la più bella della Norvegia e il bassista della band, Varg Vikernes, aveva pianificato di farla saltare in aria. A seconda dell'edizione, la copertina dell'album è blu o viola, con inclusi i testi delle canzoni oppure no. Inoltre, la quarta di copertina dell'album reca la dicitura "Euronymous: 15.04.1968 - 10.08.1993" in onore del chitarrista assassinato della band.
L'edizione originale dell'album era molto spartana e amatoriale per quel che concerne il packaging. Non aveva testi o codici a barre, solo un'immagine di copertina virata in blu e un codice di rilascio: "DURECO [01] ANTIMOSH 06". Inoltre, la copertina interna presentava le foto di Euronymous e Hellhammer. Originariamente De Mysteriis Dom Sathanas apparve in formato CD pubblicato dalla Deathlike Silence Productions e in un'edizione limitata di 1,000 dischi in vinile. Dato che la Deathlike Silence Productions aveva praticamente cessato le operazioni con la morte di Euronymous, l'album fu distribuito dalla Voices of Wonder.
Da allora, ci sono state diverse riedizioni dell'album. La più facile da reperire è il CD della Century Media con la copertina blu e senza testi. Ci sono anche diverse riedizioni in vinile. Alcune delle ristampe sono bootleg non ufficialmente autorizzate.

## Accoglienza
| Recensione           | Giudizio |
| -------------------- | -------- |
| AllMusic             | [ 20 ]   |
| Piero Scaruffi       | 6.5/10   |
| Sentireascoltare.com | 7.5/10   |
| Storiadellamusica.it | 9/10     |
| Metallized.it        | 100/100  |
| Truemetal.it         | 93/100   |

De Mysteriis Dom Sathanas è uno degli album black metal più famosi, anche se potrebbe non essere il più popolare o ascoltato dal pubblico in generale. Al momento della sua pubblicazione, i Mayhem avevano ricevuto molta attenzione in Norvegia a causa dei crimini del presunto Inner Circle, ma l'album stesso venne quasi ignorato dal pubblico e non entrò in classifica da nessuna parte. Tuttavia, molti degli aspetti più noti dei Mayhem sono rappresentati dalla musica in esso contenuta. Tra gli appassionati del genere, De Mysteriis Dom Sathanas è ampiamente considerato il capolavoro dei Mayhem e uno dei migliori album black metal di sempre.
Molti critici lodano la tecnicità dell'album e la qualità della produzione al di sopra della media. Il recensore di Allmusic Steve Huey scrisse: "La musica è veloce e furiosa, e il cantato straziante è impossibile da capire, ma i Mayhem evitano di [...] ripetersi, a differenza di molte altre band black metal". Lorenzo Pagani del sito web ondarock.it elogia l'album definendolo "true norwegian black-metal privo di compromessi". Nonostante l'accoglienza riservata al nuovo cantante sia stata talvolta controversa, The Metal Observer lodò l'interpretazione vocale di Csihar come addirittura migliore di quella del primo cantante della band, Maniac, sebbene non memorabile come la voce di Dead. Nel 2010 il disco è stato inserito in 2ª posizione nella lista dei "Migliori album Black Metal secondo Decibel". Nel 2017 l'album è stato inserito in 3ª posizione nella lista dei "Migliori album Black Metal secondo Loudwire".
Nel giugno del 2017 la rivista Rolling Stone ha collocato l'album alla quarantesima posizione dei 100 migliori album metal di tutti i tempi.

## Tracce
1. Funeral Fog – 5:47
2. Freezing Moon – 6:23
3. Cursed in Eternity – 5:10
4. Pagan Fears – 6:21
5. Life Eternal – 6:57
6. From the Dark Past – 5:27
7. Buried by Time and Dust – 3:34
8. De Mysteriis Dom Sathanas – 6:22

## Formazione
Gruppo
- Attila Csihar - voce
- Øystein "Euronymous" Aarseth - chitarre
- Varg "Count Grishnackh" Vikernes - basso
- Jan Axel "Hellhammer" Blomberg - batteria

Altri musicisti
- Per "Dead" Yngve Ohlin - testi